# Нечуйвітер подібний
Нечуйвітер подібний (Hieracium persimile) — вид квіткових рослин з родини айстрових (Asteraceae).

## Біоморфологічна характеристика
Це багаторічна рослина 40—75 см. Листочки обгорток з нечисленними волосками залозками по краях з незначним зірчастим запушенням. Загальне суцвіття волотисте, із загнутими вгору гілками, з 5–17 кошиками. Період цвітіння: червень і липень.

## Поширення
Вид росте в Європі: Білорусь, Польща, Швеція.
В Україні росте на лісових галявинах — на Поліссі.